# Chaetodipus rudinoris
Chaetodipus rudinoris är en gnagare i familjen påsmöss som förekommer på halvön Baja California.

## Utseende
Denna gnagare har en kroppslängd (huvud och bål) av 86 till 107 mm, en svanslängd av 109 till 125 mm och en vikt av 30 till 47 g. Bakfötterna är 26 till 30 mm långa och öronen är 8 till 11 mm stora. I den gråbruna pälsen på ovansidan finns ofta gula nyanser. På undersidan och på extremiteterna förekommer vit päls. Även svansen är mörk på ovansidan och ljus på undersidan. Chaetodipus rudinoris har kindpåsar för att bära födan. Tandformeln är I 1/1, C 0/0, P 1/1, M 3/3, alltså 20 tänder i tanduppsättningen.

## Utbredning
Artens utbredningsområde sträcker sig över nästan hela halvön och fram till sydligaste Kalifornien. Gnagaren förekommer även på flera mindre öar i regionen. Habitatet utgörs av sandiga eller klippiga halvöknar med glest fördelad växtlighet som kan vara buskar och träd.

## Ekologi
Individerna gömmer sig bakom de låga växterna när de söker efter föda. De springer till nästa gömställe för att undkomma ugglor. Chaetodipus rudinoris gräver underjordiska bon där den skapar förråd. Exemplaren är nattaktiva och de lever ensam när honor inte är brunstiga. Denna gnagare äter främst från och den behöver inte dricka. Fortplantningen sker efter tider med regnfall.
Honor föder 2 till 5 ungar per kull efter 3 till 4 veckor dräktighet. Ungarna blir könsmogna efter cirka 6 månader. Exemplar i fångenskap levde upp till tre år. Boets ingångar stängs innan gnagaren sover. Arten blir slö under vintern och den intar tillfälligt ett stelt tillstånd (torpor).

## Hot
På några mindre öar dog Chaetodipus rudinoris ut efter jakt från tamkatter. Beståndet på Baja California är inte hotad och populationen anses vara stabil. IUCN listar arten som livskraftig (LC).